# Villebret
Villebret est une commune française, située dans le département de l'Allier en région Auvergne-Rhône-Alpes.

## Géographie

### Localisation
Villebret est localisée à 7 km au sud de Montluçon, à 70 km à l'ouest de Moulins (Allier - Préfecture), à 85 km au nord-ouest de Clermont-Ferrand (Puy-de-Dôme), à 70 km à l'est de Guéret (Creuse), à 130 km au nord-est de Limoges (Haute-Vienne) et à 90 km au sud de Bourges (Cher).
La ville est établie sur une éminence sur la rive droite des gorges du Cher, à 425 m d'altitude. À l'ouest s'étend la Creuse, au sud les Combrailles et à l'est et au nord le Bourbonnais.

### Climat
Pour des articles plus généraux, voir Climat d'Auvergne-Rhône-Alpes et Climat de l'Allier.
En 2010, le climat de la commune est de type climat océanique dégradé des plaines du Centre et du Nord, selon une étude du CNRS s'appuyant sur une série de données couvrant la période 1971-2000. En 2020, Météo-France publie une typologie des climats de la France métropolitaine dans laquelle la commune est exposée à un climat de montagne ou de marges de montagne et est dans la région climatique Ouest et nord-ouest du Massif Central, caractérisée par une pluviométrie annuelle de 900 à 1 500 mm, maximale en automne et en hiver.
Pour la période 1971-2000, la température annuelle moyenne est de 10 °C, avec une amplitude thermique annuelle de 15,3 °C. Le cumul annuel moyen de précipitations est de 820 mm, avec 11,1 jours de précipitations en janvier et 7,3 jours en juillet. Pour la période 1991-2020, la température moyenne annuelle observée sur la station météorologique de Météo-France la plus proche, sur la commune de Durdat-Larequille à 5 km à vol d'oiseau, est de 11,0 °C et le cumul annuel moyen de précipitations est de 879,1 mm,. Pour l'avenir, les paramètres climatiques de la commune estimés pour 2050 selon différents scénarios d'émission de gaz à effet de serre sont consultables sur un site dédié publié par Météo-France en novembre 2022.

## Urbanisme

### Typologie
Au 1er janvier 2024, Villebret est catégorisée commune rurale à habitat dispersé, selon la nouvelle grille communale de densité à 7 niveaux définie par l'Insee en 2022.
Elle est située hors unité urbaine. Par ailleurs la commune fait partie de l'aire d'attraction de Montluçon, dont elle est une commune de la couronne,. Cette aire, qui regroupe 58 communes, est catégorisée dans les aires de 50 000 à moins de 200 000 habitants,.

### Occupation des sols

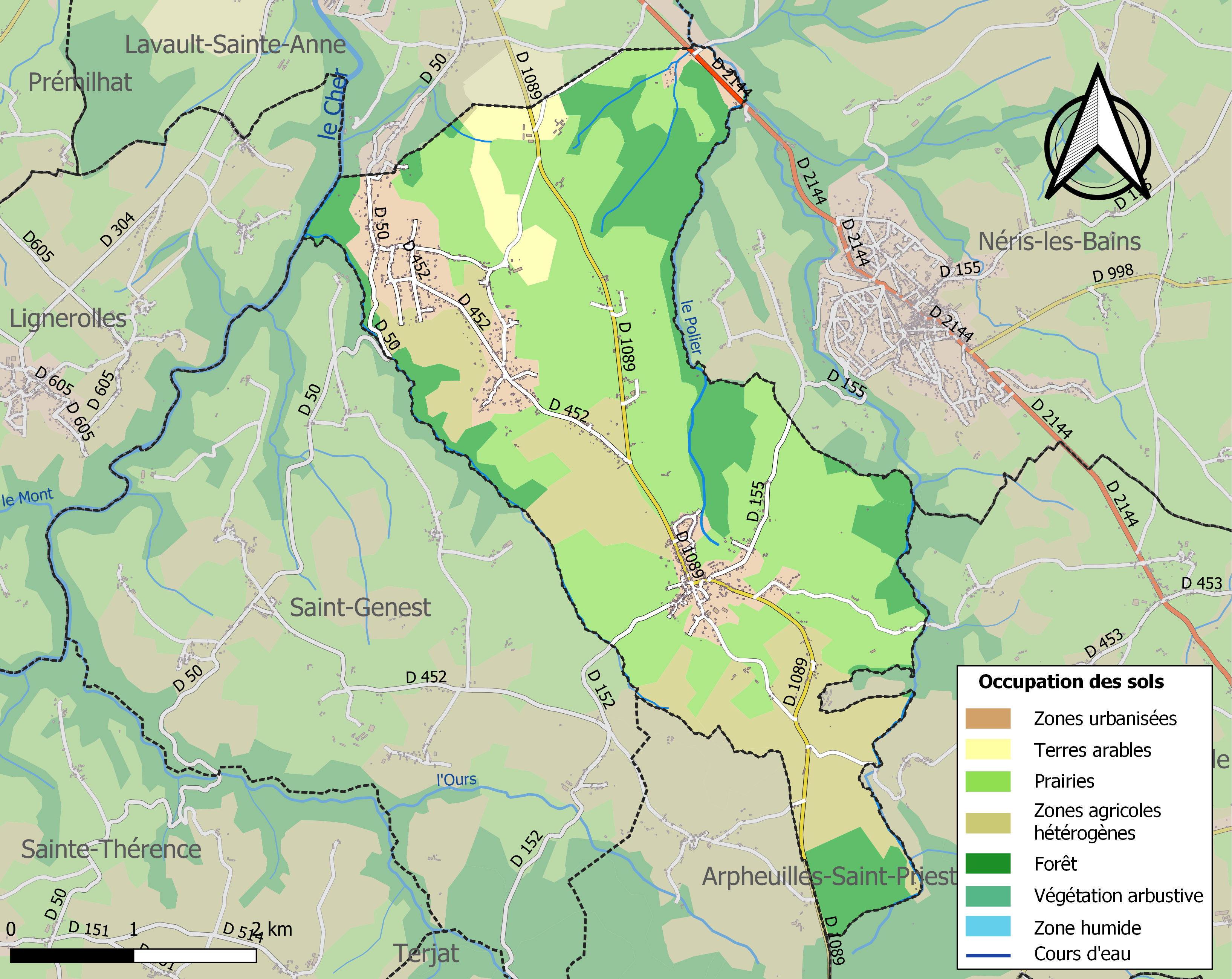
Carte des infrastructures et de l'occupation des sols de la commune en 2018 (CLC).

L'occupation des sols de la commune, telle qu'elle ressort de la base de données européenne d’occupation biophysique des sols Corine Land Cover (CLC), est marquée par l'importance des territoires agricoles (70,3 % en 2018), en diminution par rapport à 1990 (74,7 %). La répartition détaillée en 2018 est la suivante :
prairies (46 %), zones agricoles hétérogènes (20,7 %), forêts (19,2 %), zones urbanisées (9,7 %), terres arables (3,7 %), espaces verts artificialisés, non agricoles (0,8 %).
L'IGN met par ailleurs à disposition un outil en ligne permettant de comparer l’évolution dans le temps de l’occupation des sols de la commune (ou de territoires à des échelles différentes). Plusieurs époques sont accessibles sous forme de cartes ou photos aériennes : la carte de Cassini (XVIIIe siècle), la carte d'état-major (1820-1866) et la période actuelle (1950 à aujourd'hui).

### Voies de communication et transports
Villebret se trouve au carrefour de deux axes :
- départementale Montluçon-Marcillat-en-Combraille, desservant les Combrailles (vue sur la chaîne des Puys), avec au nord Lavault-Sainte-Anne à la sortie des gorges du Cher et au sud Durdat-Larequille, Arpheuilles-Saint-Priest, Ronnet ;
- jonction Néris-les-Bains-Saint-Genest, desservant aussi les Combrailles, Terjat, Sainte-Thérence et franchissant le Cher au barrage de Prat vers Teilhet-Argenty, puis Évaux-les-Bains.

## Toponymie
Villabretonis en latin et Vilabrèt en marchois, dialecte qui est traditionnellement parlé dans la région de Montluçon. La commune fait, en effet, partie du Croissant, zone où se rejoignent et se mélangent la langue occitane et la langue d'oïl (berrichon).

## Histoire
Au Ier siècle[réf. nécessaire], sous l'influence du rayonnement de Néris, Villabretonis se développe en fief autour de son château[réf. nécessaire] (à la place de l'ancienne mairie).
À la fin du Ve siècle, saint Marien (appelé Marianus Britonnis, Marien le breton) se posa au lieu-dit Polliacum et bâtit un ermitage, qui devint église, laquelle fut détruite au Xe siècle lors des invasions de Hongrois et des Normands ; elle fut rebâtie sur son emplacement actuel, la chapelle de Polier.
L’église paroissiale est mentionnée au XIIe siècle pour la première fois. En 1569, Villebret compte environ 42 feux / 350 habitants, et Polier 38 feux ou 220 âmes.
Les lieux de Polier, la Goutelle, Beauregard, les Jouvidoux, les Modières sont mentionnés sur la carte de Cassini. Les paroisses de Polier et de Villebret sont réunies en 1801.
Villebret se développe ensuite dans le giron de Néris-les-Bains et Montluçon, avec leur activité respectivement de thermalisme et d'industrie. Villebret est en croissance démographique importante, convertissant des zones agricoles en quartiers résidentiels lâches et a un lotissement.

## Politique et administration
| Période                                  | Période                      | Identité          | Étiquette | Qualité                                                           |
| ---------------------------------------- | ---------------------------- | ----------------- | --------- | ----------------------------------------------------------------- |
| Les données manquantes sont à compléter. |                              |                   |           |                                                                   |
| 1983                                     | 2004                         | Jean Gravier      | UDF       | Député de l'Allier, conseiller général du canton de Montluçon-sud |
| 2004                                     | 2014                         | Hubert Guillemard | SE        | Retraité                                                          |
| mars 2014                                | En cours (au 8 juillet 2020) | Philippe Glomot   | SE-DVD    | Cadre supérieur Réélu en 2020                                     |

## Population et société

### Démographie
L'évolution du nombre d'habitants est connue à travers les recensements de la population effectués dans la commune depuis 1793. Pour les communes de moins de 10 000 habitants, une enquête de recensement portant sur toute la population est réalisée tous les cinq ans, les populations de référence des années intermédiaires étant quant à elles estimées par interpolation ou extrapolation. Pour la commune, le premier recensement exhaustif entrant dans le cadre du nouveau dispositif a été réalisé en 2007.

En 2022, la commune comptait 1 333 habitants, en évolution de +1,06 % par rapport à 2016 (Allier : −1,38 %, France hors Mayotte : +2,11 %).
| 1793 | 1800 | 1806 | 1821 | 1831 | 1836 | 1841 | 1846 | 1851 |
| ---- | ---- | ---- | ---- | ---- | ---- | ---- | ---- | ---- |
| 263  | 340  | 460  | 479  | 533  | 499  | 500  | 520  | 528  |

| 1856 | 1861 | 1866 | 1872 | 1876 | 1881 | 1886 | 1891 | 1896 |
| ---- | ---- | ---- | ---- | ---- | ---- | ---- | ---- | ---- |
| 531  | 518  | 568  | 562  | 582  | 638  | 697  | 692  | 685  |

| 1901 | 1906 | 1911 | 1921 | 1926 | 1931 | 1936 | 1946 | 1954 |
| ---- | ---- | ---- | ---- | ---- | ---- | ---- | ---- | ---- |
| 629  | 656  | 644  | 584  | 555  | 530  | 470  | 425  | 440  |

| 1962 | 1968 | 1975 | 1982 | 1990 | 1999  | 2006  | 2007  | 2012  |
| ---- | ---- | ---- | ---- | ---- | ----- | ----- | ----- | ----- |
| 482  | 479  | 512  | 696  | 865  | 1 021 | 1 220 | 1 248 | 1 291 |

| 2017  | 2022  | - | - | - | - | - | - | - |
| ----- | ----- | - | - | - | - | - | - | - |
| 1 316 | 1 333 | - | - | - | - | - | - | - |

### Manifestations culturelles et festivités
- Saisonnier : Brocante d'hiver (mars), randonnée (mai), fête de la musique (juin), brocante (octobre), grand marché de Noël de villebret (décembre).
- Les anciens événements : fête de la moisson (juillet) , fête des vendanges(octobre)
- Sportif : Enduro moto de Villebret, randonnées.

### Services
- Mairie
- École primaire - garderie - city stade - jeux pour enfants
- Salle polyvalente
- Comité des fêtes
- Amicale laïque

### Sports et loisirs
- Football (stade)
- Équitation
- Tennis
- Moto (enduro en juillet par l'ASM Villebret)
- Art martial Viet vo dao
- Randonnées
- Chasse
- Gymnastique
- Pêche
- VTT

## Économie
- Auto : garages (2), carrosserie (1)
- Artisanat : peinture, plâtre, carrelage, façade (deux entreprises), construction (une entreprise), isolation (une entreprise), chauffage/sanitaire (une entreprise), plomberie (une entreprise), électricité (une entreprise), ascenseurs (une entreprise) ;
- Industrie : imprimerie/reprographie (Graphitec 03), moulage bois/résine, chaudronnerie ;
- Agro-industrie : travaux agricoles, scierie ;
- Production agricole : foie gras, fromage de chèvre, exploitations agricoles ;
- Divers : entretien de jardins, fabrication/restauration de meubles ;
- Commerces : restaurant, supérette, salon de coiffure ;
- ZA Champ Noyer.

## Culture locale et patrimoine

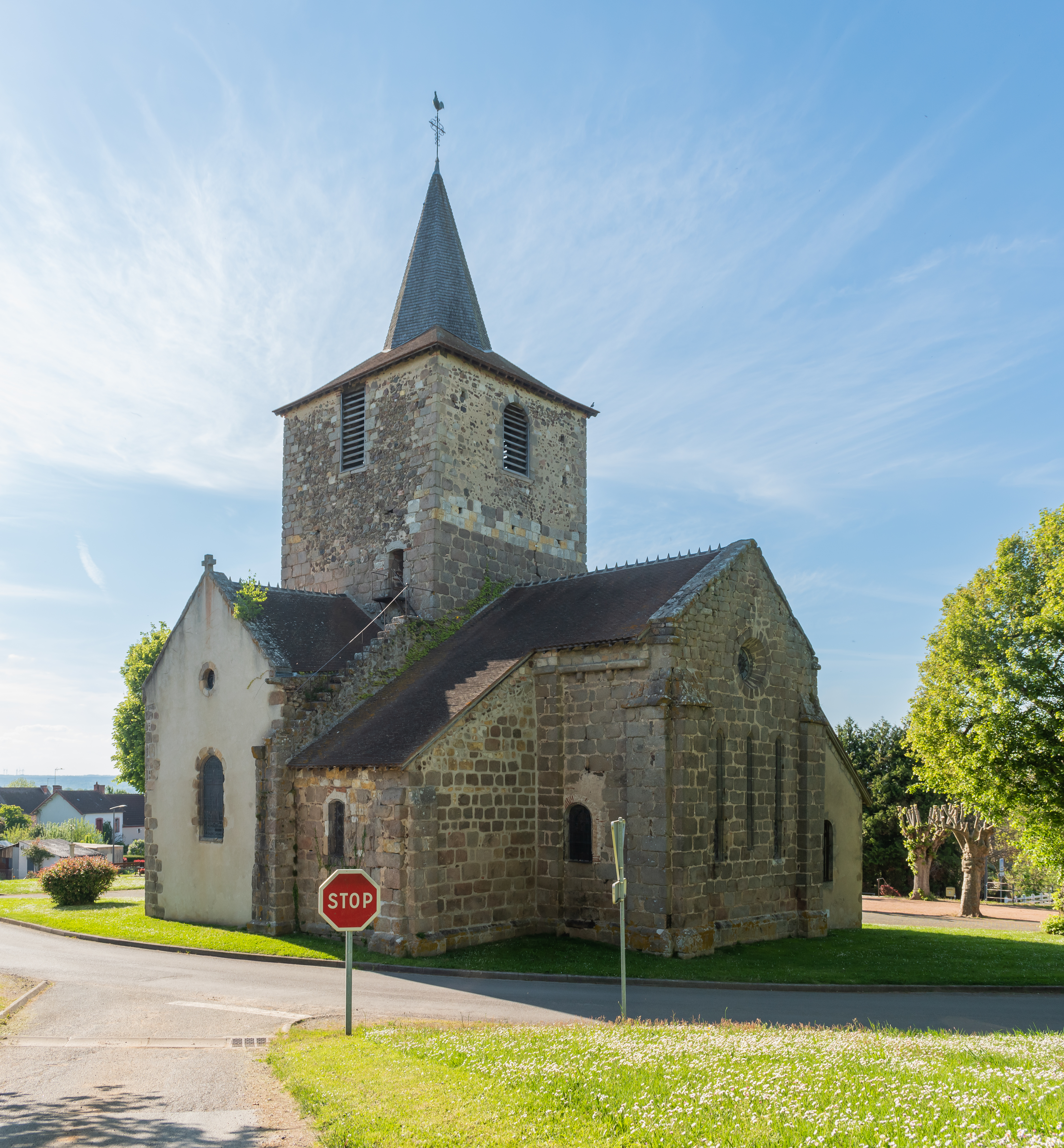
Église Saint-Étienne.

### Lieux et monuments
- Église Saint-Étienne des XIIe et XIIIe siècles : plein cintre, ogives.
- Chapelle Saint-Sulpice de Poliet XIIe siècle, avec porte en bois décorée de fer forgé du XIIe siècle qui représente des serpents entrelacés à têtes humanoïdes, inscrite Monument Historique le 18 juin 1935.
- Fontaine (vestige de l'ancien château) dans le bourg au pied de l'église.
- Château des Modières.

### Personnalités liées à la commune
- Jean Gravier, ancien maire de Villebret, député de l'Allier de 1993 à 1997.

### Héraldique
|  | Les armes de la commune se blasonnent ainsi : D’argent au château de trois tours d’azur, ouvert et ajouré du champ, surmonté d’une moucheture d’hermine de sable. |